# لويس سيكو
لويس جون سيكو (18 يناير 1927 - 27 أكتوبر 2008) كان لاعب هوكي الجليد كندي الجنسية وكان عضوًا في فريق أدمونتون الذي فاز بالميدالية الذهبية في دورة الألعاب الأولمبية الشتوية 1952 في أوسلو، النرويج.

## روابط خارجية
- لويس سيكو على موقع EliteProspects.com (الإنجليزية)
- لويس سيكو على موقع أوليمبيديا (الإنجليزية)

- السيرة الذاتية
- الملف الشخصي للويس سيكو في الرياضة